# 裘德生
裘德生（Junius Herbert Judson，1852年8月11日—1930年12月7日）美北长老会教育传教士，在华服务44年。之江大学前身育英义塾监督（1880-1911）。
1852年8月11日，裘德生出生于美国密歇根州华德农家子。1876年毕业于纽约州克林顿的汉密尔顿学院（Hamilton College），1879年毕业于纽约协和神学院（Union Seminary）。随即受美北长老会差遣，偕妻（Filley Judson）前往中国传教，1880年抵达浙江杭州，应陶锡祈校长 (Samuel Dodd，1832–1894)的要求，接管杭州育英义塾（Hangchow Presbyterian Boys’ School），成为该校1867年自宁波迁往杭州以后，首位全职教育传教士。他从美国带来大量实验仪器和设备。1883年美国长老会华中大会在上海举行，被推选为主席。1885年和1905年两次回国休假，都带回大量仪器和设备。1897年育英义塾升格为育英书院。1923年，裘德生退休回国，1925年卜居纽约。1930年12月7日在美国去世，享年78岁，葬于康涅狄格州哈特福德县温莎帕利萨多公墓（Palisado Cemetery）。
1932年，之江大学建成裘德生科学馆，以前校长裘德生命名。